# Alan Belcher
John Alan Belcher (Jonesboro, 24 aprile 1984) è un ex artista marziale misto statunitense.
Combatte nella categoria dei pesi medi per l'organizzazione UFC.
È il proprietario della palestra Alan Belcher MMA Club di Biloxi, nella quale è istruttore.

## Carriera nelle arti marziali miste

### Inizi
La carriera nelle arti marziali miste di Belcher inizia nel 2004 con un incontro locale negli Stati Uniti, vinto per KO nel primo round.
Successivamente nel 2005 prende parte ad una serie di incontri per l'organizzazione sudcoreana World X-Impact Federation: nello stesso giorno combatte due volte, vincendo il primo incontro per sottomissione e perdendo il successivo contro Edwin Aguilar per KO alla prima ripresa.
Tornato negli Stati Uniti, subisce la sua seconda sconfitta in carriera per mano del kickboxer K-1 Marvin Eastman, che si aggiudica l'incontro ai punti.
Nella prima metà del 2006 Belcher mette a segno un impressionante record parziale di 7-0; gli ottimi risultati in gabbia gli valgono la chiamata da parte dell'UFC, al tempo la miglior organizzazione di MMA del Nord America.

### Ultimate Fighting Championship
Belcher esordisce nella categoria dei pesi medi il 26 agosto 2006 contro Yushin Okami, uno dei pochi ad aver avuto la meglio sul leggendario Anderson Silva che due mesi dopo avrebbe iniziato il suo lunghissimo regno da campione imbattuto di categoria: Belcher venne sconfitto ai punti dal giapponese.
Nel dicembre dello stesso anno si riscattò con una spettacolare vittoria per KO su Jorge Santiago, arrivata grazie ad un calcio alla testa dopo un incontro molto combattuto.
Il 2007 inizia male per Alan che perde per strangolamento contro Kendall Grove, vincitore della terza edizione del reality show The Ultimate Fighter.
Prima della fine dell'anno Belcher riesce comunque a portare il proprio record UFC in attivo con le vittorie su Sean Salmon e Kalib Starnes.
Nel 2008 avrebbe avuto subito l'occasione di affrontare Patrick Côté, al tempo in corsa per un posto come sfidante per il titolo detenuto da Anderson Silva, ma proprio il canadese s'infortunò e venne sostituito da Jason Day: Belcher sbagliò totalmente approccio e Day chiuse l'incontro nel primo round per KO tecnico.
Riuscì a rifarsi contro Ed Herman con una vittoria risicata.
Nel 2009 Belcher s'impose sull'ex finalista del Pride Grand Prix Denis Kang con una vittoria per sottomissione.
Lo stesso anno subì la sua sesta sconfitta in carriera ad opera della star nipponica Yoshihiro Akiyama, che riuscì ad avere la meglio su Belcher grazie ad una decisione non unanime dei giudici di gara.
Dal dicembre 2009 Belcher iniziò a combattere meno di frequente ma iniziò anche a mettere a segno vittorie importanti: quel mese mise KO al primo round il veterano UFC Wilson Gouveia, ottenendo per la seconda volta consecutiva il premio Fight of the Night come miglior combattimento della serata; in settembre avrebbe dovuto affrontare Demian Maia da protagonista nell'evento UFC Fight Night: Maia vs. Belcher, ma un problema all'occhio lo mise fuori dai giochi.
L'anno successivo tornò contro Patrick Côté, lottatore fresco di title shot persa ai punti contro il campione Anderson Silva, e fu la consacrazione per Belcher che sconfisse il suo avversario per sottomissione nel secondo round, ottenendo per la seconda volta il premio Submission of the Night dopo la vittoria su Denis Kang.
Nel 2011 affrontò il navigato Jason MacDonald, vincendo nel primo round.
Nel 2012 si mise definitivamente in luce come uno dei migliori lottatori nella sua categoria di peso, vincendo per KO nel primo round contro il fuoriclasse di jiu jitsu brasiliano Rousimar Palhares dopo aver rischiato più volte di divenire vittima delle tremende prese agli arti inferiori delle quali il brasiliano è un autentico maestro.
Verso fine anno però la sua scalata ai top di categoria viene fermata dal metodico ed efficace grappler giapponese Yushin Okami, il quale sconfigge con merito Belcher ai punti per la seconda volta in carriera, impedendo così allo statunitense la possibilità di vendicarsi e di fatto cacciandolo dai vari ranking dei top 10 di categoria.
Nonostante la sconfitta nel 2013 ebbe la possibilità di affrontare il numero 4 dei ranking UFC Michael Bisping, venendo sconfitto meritatamente ai punti.

### Risultati nelle arti marziali miste
| Risultato | Record | Avversario        | Metodo                           | Evento                                   | Data              | Round | Tempo | Città                        | Note           |
| --------- | ------ | ----------------- | -------------------------------- | ---------------------------------------- | ----------------- | ----- | ----- | ---------------------------- | -------------- |
| Sconfitta | 18-8   | Michael Bisping   | Decisione Tecnica (unanime)      | UFC 159: Jones vs. Sonnen                | 27 aprile 2013    | 3     | 4:29  | Newark, Stati Uniti          |                |
| Sconfitta | 18-7   | Yushin Okami      | Decisione (unanime)              | UFC 155: Dos Santos vs. Velasquez II     | 29 dicembre 2012  | 3     | 5:00  | Las Vegas, Stati Uniti       |                |
| Vittoria  | 18–6   | Rousimar Palhares | KO Tecnico (pugni e gomitate)    | UFC on Fox: Diaz vs. Miller              | 5 maggio 2012     | 1     | 4:18  | East Rutherford, Stati Uniti |                |
| Vittoria  | 17–6   | Jason MacDonald   | Sottomissione (pugni)            | UFC Fight Night: Shields vs. Ellenberger | 17 settembre 2011 | 1     | 3:48  | New Orleans, Stati Uniti     |                |
| Vittoria  | 16–6   | Patrick Côté      | Sottomissione (rear naked choke) | UFC 113: Machida vs. Shogun 2            | 8 maggio 2010     | 2     | 3:25  | Montréal, Canada             |                |
| Vittoria  | 15–6   | Wilson Gouveia    | KO Tecnico (pugni)               | UFC 107: Penn vs. Sanchez                | 12 dicembre 2009  | 1     | 3:03  | Memphis, Stati Uniti         |                |
| Sconfitta | 14–6   | Yoshihiro Akiyama | Decisione (non unanime)          | UFC 100                                  | 11 luglio 2009    | 3     | 5:00  | Las Vegas, Stati Uniti       |                |
| Vittoria  | 14–5   | Denis Kang        | Sottomissione (ghigliottina)     | UFC 93: Franklin vs. Henderson           | 17 gennaio 2009   | 2     | 4:36  | Dublino, Irlanda             |                |
| Vittoria  | 13–5   | Ed Herman         | Decisione (non unanime)          | UFC Fight Night: Diaz vs. Neer           | 17 settembre 2008 | 3     | 5:00  | Omaha, Stati Uniti           |                |
| Sconfitta | 12–5   | Jason Day         | KO Tecnico (pugni)               | UFC 83: Serra vs St-Pierre 2             | 19 aprile 2008    | 1     | 3:58  | Montréal, Canada             |                |
| Vittoria  | 12–4   | Kalib Starnes     | KO Tecnico (stop medico)         | UFC 77: Hostile Territory                | 20 ottobre 2007   | 2     | 1:39  | Cincinnati, Stati Uniti      |                |
| Vittoria  | 11–4   | Sean Salmon       | Sottomissione (ghigliottina)     | UFC 71: Liddell vs. Jackson              | 26 maggio 2007    | 1     | 0:53  | Las Vegas, Stati Uniti       |                |
| Sconfitta | 10–4   | Kendall Grove     | Sottomissione (brabo choke)      | UFC 69: Shootout                         | 7 aprile 2007     | 2     | 4:42  | Houston, Stati Uniti         |                |
| Vittoria  | 10–3   | Jorge Santiago    | KO (calcio alla testa)           | UFC Fight Night: Sanchez vs Riggs        | 13 dicembre 2006  | 3     | 2:45  | San Diego, Stati Uniti       |                |
| Sconfitta | 9–3    | Yushin Okami      | Decisione (unanime)              | UFC 62: Liddell vs. Sobral               | 26 agosto 2006    | 3     | 5:00  | Las Vegas, Stati Uniti       | Debutto in UFC |
| Vittoria  | 9–2    | Evert Fyeet       | Sottomissione (toe hold)         | WEF: Orleans Arena                       | 10 giugno 2006    | 1     | 2:04  | Las Vegas, Stati Uniti       |                |
| Vittoria  | 8–2    | Buck Meredith     | Decisione (unanime)              | Raze MMA: Fight Night                    | 29 aprile 2006    | 3     | 5:00  | San Diego, Stati Uniti       |                |
| Vittoria  | 7–2    | Marcus Sursa      | KO Tecnico (pugni)               | World Extreme Fighting                   | 1º aprile 2006    | 1     | 3:48  | Las Vegas, Stati Uniti       |                |
| Vittoria  | 6–2    | Ron Fields        | KO Tecnico (body slam)           | Titan Fighting Championship 1            | 11 marzo 2006     | 1     | 0:37  | Kansas City, Stati Uniti     |                |
| Vittoria  | 5–2    | David Frank       | Sottomissione (pugni)            | XFL: EK 19: Battle at the Brady 3        | 18 febbraio 2006  | 2     | 1:37  | Tulsa, Stati Uniti           |                |
| Vittoria  | 4–2    | Roger Kimes       | KO (pugni)                       | XFL: EK 19: Battle at the Brady 3        | 18 febbraio 2006  | 1     | 1:35  | Tulsa, Stati Uniti           |                |
| Vittoria  | 3–2    | Travis Fowler     | KO Tecnico (pugni)               | XFL: EK 19: Battle at the Brady 3        | 18 febbraio 2006  | 1     | 1:01  | Tulsa, Stati Uniti           |                |
| Sconfitta | 2–2    | Marvin Eastman    | Decisione (unanime)              | World Extreme Fighting 16                | 24 settembre 2005 | 5     | 5:00  | Enid, Stati Uniti            |                |
| Sconfitta | 2–1    | Edwin Aguilar     | KO Tecnico (pugni)               | WXF: X-Impact World Championships        | 9 luglio 2005     | 1     | 4:01  | Corea del Sud                |                |
| Vittoria  | 2–0    | Sergei Trovnikov  | Sottomissione (armbar)           | WXF: X-Impact World Championships        | 9 luglio 2005     | 1     | 3:37  | Corea del Sud                |                |
| Vittoria  | 1–0    | Tim Ellis         | KO Tecnico (pugni)               | Freestyle Fighting Championships 10      | 24 luglio 2004    | 1     | 1:49  | Tunica, Stati Uniti          |                |